# Tiếng Sambalpur
Tiếng Sambalpur là một ngôn ngữ Ấn-Arya được nói ở mạn tây Odisha, Ấn Độ. Nó được biết đến với tên gọi khác là tiếng Odia Tây và tiếng Kosali (với các phương ngữ Kosli, Koshal và Koshali), một thuật ngữ phổ biến gần đây nhưng gây tranh cãi, dựa trên mối liên hệ với tiếng Kosala cổ, có lãnh thổ rộng lớn cũng bao gồm cả Vùng Sambalpur và Chhatisgarh ngày nay.
Người nói thường cảm thụ nó như một ngôn ngữ riêng biệt, trong khi những người ngoài đã xem nó như một phương ngữ của tiếng Odia và tiếng Odia chuẩn cũng được sử dụng bởi những người nói tiếng Sambalpur để giao tiếp chính thức kể từ khi chính quyền Odisha áp đặt nó lên người dân. Một cuộc khảo sát năm 2006 về các phương ngữ được nói ở bốn ngôi làng đã phát hiện ra rằng chúng chia sẻ ba phần tư vốn từ vựng cơ bản với tiếng Odia chuẩn.
Tiếng Sambalpur được nói ở các huyện sau của Orissa: Sambalpur (với thành phố Sambalpur, trung tâm văn hóa và thương mại chính của khu vực), Deogarh, Sundargarh, Jharsuguda, Bargarh, Subarnapur, Balangir, Nuapada, Kalahandi, Boudh. Người nói tiếng Sambalpur cũng được tìm thấy ở các khu vực của Chhattisgarh và Jharkhand lân cận.

## Chữ viết
Chữ Devanagari có lẽ từng được sử dụng sau sự sụp đổ của triều đại Đông Ganga Kalinga, tức là thế kỷ 13, nhưng từ đầu thế kỷ 20, chữ Odia đã được tạo ra và hiện tại nó là chữ viết được sử dụng phổ biến nhất trong các tài liệu xóa mù chữ.

## Phong trào ngôn ngữ
Đã có một phong trào vận động ngôn ngữ để công nhận ngôn ngữ. Mục tiêu chính của nó là đưa ngôn ngữ này vào Danh mục thứ 8 của hiến pháp Ấn Độ.